# Михаил Стадухин
Михаил Василиевич Стадухин (на руски: Михаил Васильевич Стадухин) (неизв. – 1666) е руски казашки атаман, пътешественик-изследовател, един от първооткривателите на Източен Сибир.

## Ранни години (неизв. – 1641)
Роден е в селце близо до река Пинега, Архангелска губерния, Руска империя, но точната дата и година не са известни. Още като юноша отива в Сибир и десет години служи край бреговете на Енисей и Лена.

## Експедиционна дейност (1641 – 1657)
През зимата на 1641, начело на отряд от 15 казаци, извършва поход с коне от Якутск през хребета Сунтар-Хаята до река Индигирка. След двумесечно лутане в горния басейн на реката, отрядът достига до селището Оймякон, където заедно с друг казашки отряд построяват зимовище и започват да събират данък от местното население. Там построяват лодки, с които се спускат до устието на Индигирка, а през есента на 1642 отрядът достига до устието на река Алазея, където се съединява с друг казашки отряд, пристигнал там няколко месеца по-рано.
В края на юни 1643 обединеният отряд отплава на изток и на 13 юли достига до откритото от тях устие на река Колима, като по този начин е открито около 500 км от северното крайбрежие на Азия. Руснаците се изкачват по Колима и след 12 дни плаване, откриват източната част на Колимската низина. През есента на 1643 основават селището Среднеколимск и започват да събират данък. През пролетта на 1644, в долното течение на Колима, срещу устието на река Голям Анюй, там където живее племето юкагири, основават селището Нижнеколимск, което става отправен пункт за бъдещото колонизиране на Североизточен Сибир и крайбрежието на Охотско море. За две години Стадухин събира 320 ценни кожи и през ноември 1645 се завръща в Якутск, като съобщава първите сведения за река Колима.
След като прекарва две години в Якутск, през 1647 се спуска по рена Лена и достига до рена Яна, където зимува. През март 1648 с няколко души, с шейни се отправя към Индигирка, там построява лодки и с тях се спуска по Индигирка и по море достига до Нижнеколимск. През лятото на 1649 обединените казашки отряди, начело със Стадухин и Семьон Дежньов, продължават завоеванията си на изток към Чукотка и басейна на река Анадир, но поради оказания отпор от юкагирите и чукчите, през септември руснаците се завръщат на Колима.
На 1 март 1650 голям казашки отряд, начело със Стадухин, поема на изток и на 18 април достига до река Анадир, където чукчите са разбити и е съоръжено ново зимовище. През пролетта на 1651 Стадухин се изкачва по река Майн (десен приток на Анадир), със ски и шейни пресича вододела на юг-югозапад и по река Пенжина се спуска до Охотско море. Там руснаците за първи път се срещат с нов народ – коряките. В устието на реката са построени големи лодки, с които се отправят на запад покрай брега и достигат до устието на река Гижига, където се провежда ново зимуване. Опасявайки се от нападение на коряките, през лятото на 1652 Стадухин продължава плаването си на запад и през есента достига до устието на река Тауй, където е построено ново зимовище, в което руснаците прекарват около четири години, събират голям данък под формата на ценни животински кожи. По този начин Стадухин открива около 1000 км от северния бряг на Охотско море.

## Следващи години (1657 – 1666)
През лятото на 1657 Стадухин, заедно със спътниците си, продължава плаването си на запад и пристига в руското селище Охотск и пребивава там две години. През лятото на 1659 през Оймякон и река Алдан се завръща в Якутск, след дванадесет годишно отсъствие. Освен голямото количество ценни кожи, Стадухин донася със себе си и чертем („карта“) на своя път по реките и планините на Якутия и Чукотка, а също и изображението на бреговете на Източносибирско и Охотско море. За своите заслуги и вярна служба е произведен в казашки атаман.
За 12 години Стадухин изминава над 13 хил. км, като общата дължина на откритите от него брегове надминава 1500 км. Неговите географски открития намират място на съставената в Тоболск през 1667 карта от Пьотър Годунов.
Умира през 1666 година в Москва.